# Du skyder, jeg smiler
Du skyder, jeg smiler er en amerikansk film fra 1990 af John Badham.

## Medvirkende
- Mel Gibson som Richard "Rick" Jarmin
- Goldie Hawn som Marianne Graves
- David Carradine som Eugene Sorenson
- Bill Duke som Albert "Diggs" Diggins
- Stephen Tobolowsky som Joe Weyburn
- Joan Severance som Rachel Varney
- Jeff Corey som Lou Baird